# Castino
Castino ist eine Gemeinde in der italienischen Provinz Cuneo (CN), Region Piemont.

## Lage und Einwohner
Castino liegt rund 80 km nordöstlich von der Provinzhauptstadt Cuneo nahe am Belbo (Flusssystem Tanaro/Po) in der Weinregion Langhe, an der Strada Statale 29 von Turin zur Riviera. Die Gemeinde gehört zur Comunità Montana Langa Valli Bormida. Das Gemeindegebiet umfasst eine Fläche von 15,52 km² und hat 441 Einwohner (Stand 31. Dezember 2023). Zur Gemeinde zählen auch die Fraktionen (Frazioni) Campetto, Sant’Elena und San Bovo.
Die Nachbargemeinden sind Borgomale, Bosia, Cortemilia, Mango (Piemont), Perletto, Rocchetta Belbo, Trezzo Tinella und Vesime.

## Geschichte
Es gibt nur wenige Informationen über die frühen Ereignisse des Dorfes und was seine Ursprünge betrifft. Sie sind aber zweifellos sehr alt, wie das Vorhandensein von drei Grabsteinen beweist. Seine Geschichte ist eng mit der von den Klöstern Santa Maria delle Grazie und dem von San Martino verbunden war. Unter diesen war der religiöse Komplex von San Martino von großer Bedeutung, der vor dem Jahr 1000 gegründet wurde und so eng mit der Familie Del Carretto verbunden war, dass er sogar mehrmals von päpstlichen Bullen in Betracht gezogen wurde.
Im Mittelalter gehörte Castino den Markgrafen von Savona, den Markgrafen von Ceva und Valperga. Castino war Gegenstand erbitterter Auseinandersetzungen zwischen Franzosen und Spaniern und fiel endgültig an die Savoyer.
Das wertvollste Element des historisch-architektonischen Erbes ist die Pfarrkirche Santa Margherita, in deren Inneren sich eine wertvolle Barockkanzel befindet.

## Kulinarische Spezialitäten
In Castino werden Reben für den Dolcetto d’Alba, einen Rotwein mit DOC-Status angebaut. Die Beeren der Rebsorten Spätburgunder und Chardonnay dürfen zum Schaumwein Alta Langa verarbeitet werden. Die Muskateller-Rebe für den Asti Spumante, einen süßen DOCG-Schaumwein mit geringem Alkoholgehalt sowie für den Stillwein Moscato d’Asti wird hier ebenfalls angebaut.